# Apokolokyntosis
L'Apokolokýntosis (Ἀποκολοκύντωσις in greco), Apocolocyntosis o Ludus de morte Claudii o ancora Divi Claudii apotheosis per saturam (traduzione italiana: Satira sulla morte di Claudio), è una satira menippea di Lucio Anneo Seneca.
L'etimologia della parola Ἀποκολοκύντωσις, neologismo appositamente coniato da Seneca, deriva dalla crasi dei termini greci κολοκύνθη (un tipo di zucca) e ἀποθέωσις (apoteosi).

## Contenuto

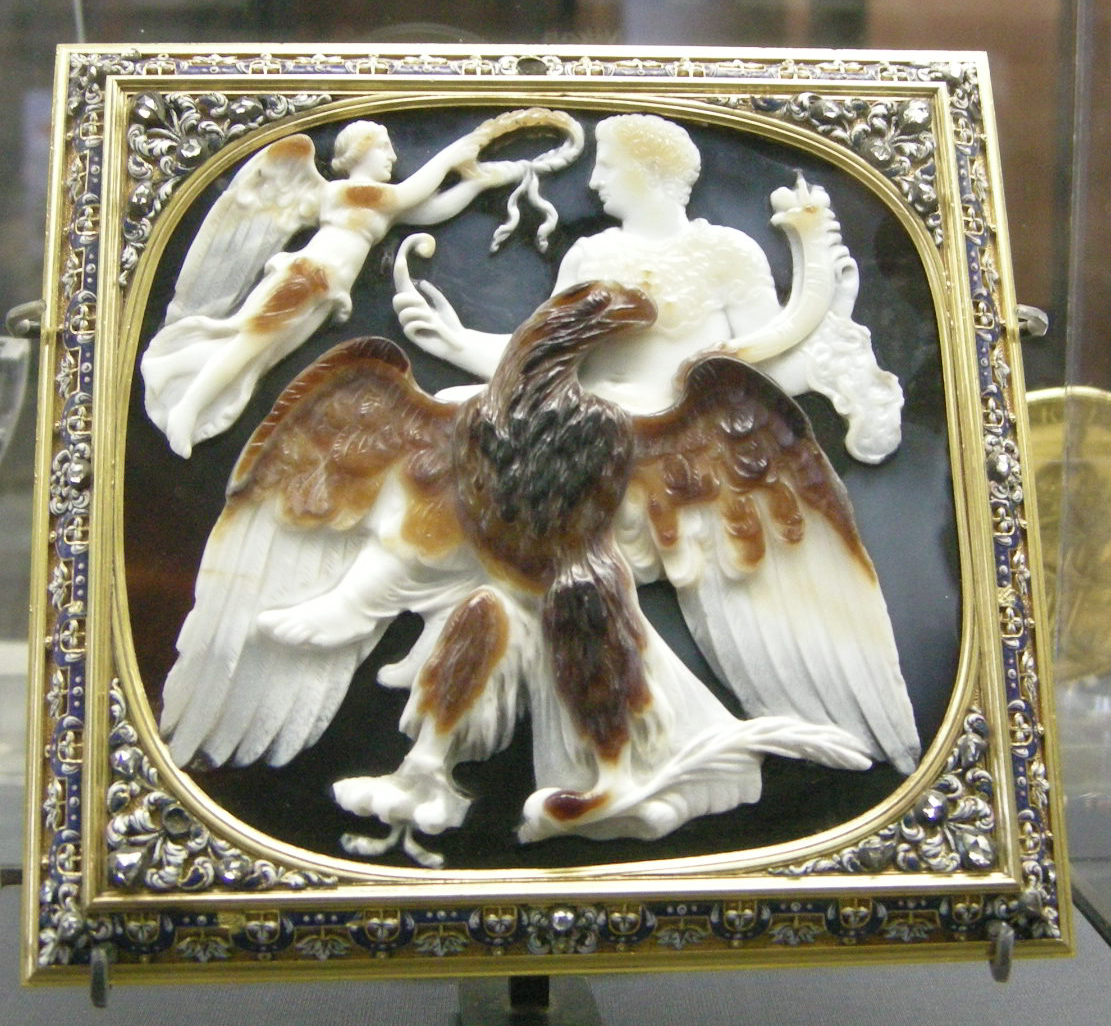
Cammeo con l'apoteosi di Claudio

Il componimento inizia con l'indicazione parodistica dell'ora esatta della morte di Claudio (capp. 1–2), narrata seguendo la versione ufficiale diffusa da Seneca e Agrippina, mentre le Parche tagliano lo stame della vita dell'imperatore e Apollo celebra l'ascesa al trono di Nerone e l'avvento di una nuova età aurea (capp. 3–4).
Dopo un secondo proemio (cap. 5,1), Claudio ascende all'Olimpo, alle porte del quale è bloccato da Ercole, portinaio degli dèi che, non capendo chi o cosa sia quella creatura che si esprime balbettando e con citazioni dotte (capp. 5,2-7), dal momento che pretende di essere assunto fra le divinità, dapprima lo blocca, ma poi lo conduce nel concilio degli dèi.
Segue un lungo dibattito, in cui intervengono Giano (che si dice contrario a ogni nuova apoteosi di mortali defunti), Dis Pater (in favore di Claudio), e il divo Augusto stesso, che invece deplora il nipote come erede degenere. Gli dèi sottoscrivono il parere di Augusto, perciò Claudio è condannato all'unanimità a essere gettato, come tutti i mortali, agli inferi (capp. 7–11). Accompagnato da Mercurio, dio psicopompo, lungo il tragitto Claudio assiste al suo funerale, dove gli avvocati e i poetastri si disperano per la morte di un imperatore appassionato di processi e di poesia da strapazzo, intonando un coro funebre in anapesti (cap. 12).
Arrivato nell'Ade, Claudio viene accolto dalla folla inferocita delle numerose vittime che ha condannato a morte. Dopo essere stato processato dal giudice dei morti Eaco, viene condannato a lanciare dadi da un barattolo forato nel fondo, quindi finisce a servire prima il nipote Caligola e poi il liberto Menandro (capp. 13–15).

## Caratteristiche dell'opera
Seneca scrisse quest'opera non solo per motivazioni personali (infatti Claudio, influenzato dalla moglie Messalina, lo aveva condannato all'esilio), che poco si sarebbero adattate alle caratteristiche del "saggio" che egli ci descrive come modello nei suoi scritti filosofici, ma anche e soprattutto per ragioni di carattere politico e sociale: Claudio, infatti, era stato un imperatore autoritario, che aveva reso il Senato un burattino nelle sue mani e aveva condannato persone con processi sommari.
Il titolo implica un riferimento al termine greco κολοκύνθη (kolokýnthe, "zucca", probabilmente Lagenaria siceraria), forse come emblema di stupidità, ed è intesa come "zucchizzazione" (e non come alcuni traducono erroneamente come "deificazione di una zucca, di uno zuccone"), con riferimento alla fama non lusinghiera di cui l'imperatore Claudio godeva.
L'opera contiene la parodia della divinizzazione di Claudio, decretata dal senato subito dopo la sua morte (nel 54 d.C.), evento che, dietro la maschera di ufficialità, aveva suscitato alcune ironie negli stessi ambienti di corte e dell'opinione pubblica.
L'opera rientra nel genere della satira menippea (così detta da Menippo di Gadara, l'iniziatore di questa forma letteraria, al quale sembrano rimandare alcune analogie del libello senecano con alcuni dialoghi dello scrittore greco Luciano) e alterna prosa e versi (anche greci).

## Tradizione manoscritta
L'Apokolokyntosis è stata conservata da oltre quaranta manoscritti, che il filologo P. T. Eden ha diviso in tre famiglie. I tre manoscritti più antichi sono:
- S = San Gallo, Stiftsbibliothek, 569, IX sec. ex. (minuscola carolina), pergamenaceo; la pergamena del Ludus è palinsesta (in alcune pagine è stata usata tre volte); il testo ha i termini greci, che sono rubricati; la inscriptio recita DIUI CLAUDII INCIPIT ΑΠΟΘΗΟCIC ANNEI SENECE (per) SATIRA(m), la subscriptio DIVI CLAUDII EXPLICIT APOTHEOSIS ANNEI SENECAE PER SATIRAM.
- V = Valenciennes, Bibliothéque Municipale, 411 olim 393, 880–930, pergamenaceo; proviene dall'abbazia benedettina di Saint-Amand-de-Pévèle; la inscriptio recita SENEC(ae) LUDUS DE MORTE CLAUDII, la subscriptio manca ma al suo posto si trova il seguente distico moraleggiante:

(Disticha Catonis, IV.41 = vol. III, p. 234 Baehrens)
- L = London, British Library, add. 11983 olim Butler Collection, XI sec. ex. – XII sec. in., pergamenaceo; contiene anche il De clementia senecano e i Proverbia attribuiti a Seneca; la inscriptio recita INCIPIT EIUSDEM SENECAE LUDUS DE MORTE CLAUDII CAESARIS, la subscriptio EXPLICIT LUDUS SENECAE DE MORTE CLAUDII CAESARIS.

I tre manoscritti, di cui S è il più antico, derivano da un progenitore comune (α) il quale, da un lato, ha dato origine a S; dall'altro, a un apografo (β) dal quale sono derivati VL.